# Каламата (футбольний клуб)
ФК Каламата (грец. Π.Σ. Καλαμάτα) — грецький футбольний клуб з міста Каламата, заснований 1967 року. Домашній стадіон — муніципальний стадіон Каламати. Основні клубні кольори — білий та чорний.

## Досягнення
- Чемпіон Бета Етнікі: 1972 (група 1), 1974 (група 2).

### Історія виступів у національних лігах
- 1967-1972: Бета Етнікі
- 1972-1973: Альфа Етнікі
- 1973-1974: Бета Етнікі
- 1974-1975: Альфа Етнікі
- 1975-1977: Бета Етнікі
- 1977-1980: Гамма Етнікі
- 1980-1981: Чемпіонат Мессенської асоціації футбольних клубів
- 1981-1985: Дельта Етнікі
- 1985-1993: Гамма Етнікі
- 1993-1995: Бета Етнікі
- 1995-1998: Альфа Етнікі
- 1998-1999: Бета Етнікі
- 1999-2001: Альфа Етнікі
- 2001-2010: Бета Етнікі
- 2010-2011: Дельта Етнікі

## Відомі гравці
Греція
- Христос Арітзіс
- Панайотіс Бахраміс
- Макіс Беловоніс
- Костас Франтзескос
- Аріс Галанопулос
- Ніколаос Георгеас
- Фануріс Гундулакіс
- Вангеліс Каунос
- Христос Келпекіс
- Танасіс Костулас
- Вангеліс Куцурес
- Нікос Ліберопулос
- Сотіріс Ліберопулос
- Дімітріс Маркос
- Евангелос Настос
- Танасіс Сентементес

Інші країни
- Аріан Белай
- Алессандру Суарес
- Кенні Стаматопулос
- Дерек Боатенг
- Афо Доду
- Баффур Гьян
- Ебенезер Хеген
- Самуел Джонсон
- Пітер Офорі-Куає
- Лі Буллен
- Зденко Муф
- Селсу Рапозу